# Wery (województwo warmińsko-mazurskie)
Wery (niem. Werry) – wieś w Polsce położona w województwie warmińsko-mazurskim, w powiecie działdowskim, w gminie Rybno.
W latach 1975–1998 miejscowość należała administracyjnie do województwa ciechanowskiego.